# Унетицкая культура
У́нетицкая культура — археологическая культура раннего бронзового века, распространённая на значительной территории Центральной Европы. Имела локальные варианты: Адлерберг и Штраубинг. На территории Венгрии существовала надьревская культура, весьма сходная по характеристикам, но самостоятельная, сменённая впоследствии хатванской культурой.
Названа по могильнику Унетице (Unetice) около Праги (Чехия), который был обнаружен в 1880 году.

## Хронология
По радиоуглеродному методу датировалась 1700—1300 гг. до н. э. В настоящее время благодаря данным дендрохронологии её датировка уточнена в сторону удревнения — 2300—1600 гг. до н. э.

## Генетические связи
Сформировалась на базе культуры колоколовидных кубков. Эволюционировала в лужицкую культуру и культуру курганных погребений.
М. Гимбутас вслед за некоторыми другими учеными считала, что культуры унетицкая, курганная и полей погребений (2200—700 гг. до н. э.) возникли как результат развития одного и того же центральноевропейского (кельто-итало-иллирийского) населения и отражают лишь хронологические этапы (стадии) этого развития.
```
 
Колоколовидных кубков
             
Боевых топоров

             |______________________________|_____
                       |                          |  
                  
Унетицкая
                 
Тшинецкая
      
                       |__________________________|
                       |                          |
               
Курганных погребений
         
Лужицкая

                       |                          |       
               
Погребальных урн
         
Подклёшевых погребений
 
               ________|_________         ________|_________                      
              |                  |       |                  |      
           
Вилланова
   
Гальштатская
  
Пшеворская
       
Зарубинецкая
                                   
                                 |                                   
                         
Латенская
```

## География
Австрия, Чехия, Германия (Тюрингия, Саксония, юг Бранденбурга) и северо-запад Польши.

## Захоронения
Захоронения унетицкой культуры — скорченные на боку трупоположения в ямах и в деревянных гробах; встречаются детские захоронения в керамических посудинах и трупосожжение. Некоторые могильники свидетельствуют о возникновении имущественной дифференциации.

## Жилища
Поселения раннего периода неизвестны; позднего (с 1550 г. до н. э.) — размещены на возвышенных местах, иногда укреплены деревянными оградами с валами. Дома столбовой конструкции и полуземлянки.

## Артефакты
Керамика — посудины со шлифованной поверхностью. Орудия труда и оружие (наконечники стрел, топоры) — из камня, в поздних памятниках — и из бронзы (алебарды, кинжалы и др.). Имеются грузила ткацких станков. Известны кружки из черепов и бусы из янтаря.

## Хозяйство
Основные занятия населения — плужное земледелие и животноводство (лошадь, свинья, корова, овца, коза).
Пришла в упадок из-за недостатка природных ресурсов для производства бронзы, которая была одним из важнейших товаров, в том числе в торговле с другими культурами.

## Антропология и палеогенетика
По краниометрическим параметрам (длинные, узкие, долихокранные, высокие черепа) носители культуры схожи с западными выборками культур шнуровой керамики.
В образцах представителей унетицкой культуры существует следующее распределение митохондриальных гаплогрупп: HV, H, I, J, K, T, U, V, W, X. Два представителя унетицкой культуры из немецких Эсперштедта (2118—1961 лет до н. э.) и Ойлау (2131—1982 лет до н. э.) имели Y-хромосомную гаплогруппу I2. Индивид мужского пола RISE431 из польского Леки Мале, живший в 2286—2048 годах до н. э., имел Y-хромосомную гаплогруппу R1a1a1-M417 и митохондриальную гаплогруппу T2e, однако остаётся неизвестным, относился ли он к прото-унетицкой культуре или к культуре шнуровой керамики. У представителей унетицкой культуры из Чехии (Czech_EBA_Unetice	3850—4100 л. н.) определили Y-хромосомные гаплогруппы I2-Y14158, I2a1b2a-L38, I2a2a-S6635, I2a2a2-PF3885, R1a1a1-Z280, R1b1a1b1a1a2a-Y153322, R1b1a1b1a1a2b1-L2, R1b1a1b1a1a2b1a1-L20 и митохондриальные гаплогруппы K1, K1a1b2a, K1a1b2b, K1a4, K2b2, K1c1, U2e2, U2e2a1a2, U4d1, U5a1a2a, U5a1b1, U5a2c, J1c2, J1c15, J2b1a, V, T2e, HV0a, W3a1a, H, H+152, H1j2a, I4a, R1b1.